# سایرس لوینتال
سایرس لوینتال (به انگلیسی: Cyrus levinthal) دانشمند برجسته بیوفیزیک و زیست‌شناسی مولکولی در سال ۱۹۲۲ در خانواده‌ای یهودی_آمریکایی در فیلادلفیا به دنیا آمد و در سال ۱۹۹۰ در نیویورک از دنیا رفت. وی تحصیلات خود را در رشته‌های بیوفیزیک و زیست‌شناسی ادامه داد و مدرک کارشناسی و کارشناسی ارشد خود را در دانشگاه کلمبیا و مدرک دکتری را در دانشگاه برکلی کالیفرنیا اخذ کرد. لوینتال دردهه‌های ۱۹۶۰ و۱۹۷۰ که اوج شکوفایی تحقیقات در زیست‌شناسی مولکولی بود، فعالیت داشت، و در دانشگاه میشیگان تدریس می‌کرد او همچنین در موسسات معتبری چون موسسهٔ فناوری ماساچوست (MIT) و دانشگاه کلمبیا مشغول به فعالیت بود.
تمرکز اصلی او بر روی تاخوردگی پروتئین‌ها و مدل‌سازی محاسباتی سیستم‌های زیستی قرار داشت. او از بنیان‌گذاران زیست‌شناسی محاسباتی محسوب می‌شود که توانسته است با استفاده از رایانه، رفتار مولکول‌های زیستی را شبیه‌سازی و آنها را مطالعه کند. علت اصلی شهرت او به خاطر "پارادوکس لوینتال" است که در سال ۱۹۶۰ بیان کرد. این پارادوکس به این سؤال پاسخ می‌دهد که: چرا پروتئین‌ها با وجود تعداد حالات بی‌شمار سریع به ساختار نهایی خود می‌رسند.

## دستاوردهای علمی لوینتال
- پارادوکس لوینتال[۲]
- مطالعه بر روی دینامیک پیچ‌خوردگی پروتئین‌ها: او مفهوم "منطقه چینش صحیح" را مطرح کرد که بوسیلهٔ آن، پروتئین‌ها از میان انبوهی از ترکیبات ممکن، به‌طور سریع و بهینه به ساختارهای صحیح خود برسند
- مطالعه بر روی خودآرایی پروتئین‌ها "Self-assembly"[۳]: لوینتال بیان کرد که پروتئین‌ها به‌طور خودکار و بدون هدایت خارجی، از میان بسیاری از ترکیبات ممکن، به ساختار صحیح خود می‌رسند. او با مدل‌های محاسباتی این فرایند را شبیه‌سازی کرد و نشان داد که پروتئین‌ها برای رسیدن به ساختار نهایی خود از قوانین خاصی پیروی می‌کنند.
- تحقیقات در زمینهٔ انرژی آزادو مدل‌های کم انرژی[۴]: لوینتال از نخستین کسانی بود که به این نکته اشاره کرد که پروتئین‌ها در فرایند پیچیدگی خود به ساختارهایی می‌رسند که دارای انرژی آزاد کمتری هستند، و به عبارتی این ساختارها پایدارتر و از نظر ترمودینامیکی بهینه تر هستند.
- پیش‌بینی و شبیه‌سازی ساختار پروتئین‌ها[۳]: لوینتال نشان داد که یک پروتئین از میان بسیاری از حالات ممکن، به‌طور خودکار و با استفاده از نیروهای ترمودینامیکی به ساختار صحیح خود می‌رسند.
- تحقیقات در زمینهٔ تئوری پیچ خوردگی پروتئین‌ها[۵]: او در تلاش بود تا الگوریتمهای محاسباتی و مدل‌های ریاضی را برای فهم بهتر این فرایند توسعه دهد. او پیشنهاد کرد که پیچیدگی فرآیندهای زیستی، مانند چینش پروتئین‌ها، باید مدل‌های خاص و جدیدتری را به دنبال داشته باشد که در نهایت به مدل‌های پیچیدگی محاسباتی برای پیش‌بینی ساختار پروتئین‌ها منجر شد.

## پارادوکس لوینتال[۲]
لوینتال در این پارادوکس اشاره می‌کند که اگر یک پروتئین ۱۰۰ اسید آمینه داشته باشد، تعداد ترکیبات ممکن برای نحوهٔ چینش این آمینواسیدها به قدری زیاد است که پیش‌بینی دقیق ساختار سه بعدی آن عملاً غیرممکن به نظر می‌رسد.
برای هر اسید آمینه در زنجیره، تعداد زیادی حالت چرخش و پیچ خوردن وجود دارد که مجموع این حالات برای یک پروتئین می‌تواند به اندازه ای بزرگ باشد که حتی سرعت محاسبات کامپیوتری امروزی هم قادر به محاسبه همه آنها نباشد. با این حال، پروتئین‌ها نمی‌توانند به‌طور تصادفی و با این تعداد ترکیبهای مختلف به ساختار نهایی خود برسند، زیرا روند پیچ خوردگی پروتئین‌ها بسیار سریعتر و کارآمدتر از آن چیزیست که با استفاده از جستجوی تصادفی برای تمام ترکیبات ممکن قابل توضیح باشد. در نتیجه این پارادوکس به این نکته اشاره دارد که پروتئین‌ها به‌طور معجزه آسا و با استفاده از فرآیندهای بسیار سریع و کارآمد، به ساختارهای صحیح و عملکردی خود می‌رسند.